# Vårlilja
Vårlilja (Ipheion uniflorum) är en art i familjen Amaryllisväxter från södra Brasilien, Uruguay och norra Argentina. Arten odlas som trädgårdsväxt i Sverige.
Vårliljan är en flerårig ört med liten lök som bildar täta tuvor. Bladen är smala, platta, nästan gräslika och saknar bladstjälk, de är ljust gröna och lökdoftande. Blomstjälken blir 10-20 cm hög och saknar blad. Blommorna sitter ensamma i en reducerad flock. Kalkbladen är sammanväxta vid basen och bildar en blompip. Flikarna är utbredda, vanligen ljust lilablå, bleka på baksidan med mörk mittnerv. Brämmet blir cirka 4 cm i diameter.
Frukten är en trerummig kapsel. Blommar i maj och bladverket vissnar ner någon månad senare.

## Odling
Planteras i ett soligt eller halvskuggigt läge. Lökarna är känsliga för väta, men tål å andra sidan inte för torra lägen heller. Jorden bör vara väldränerad och relativt lätt. Arten är dåligt härdig i Sverige och bör vintertäckas utom möjligen i landets sydligaste delar.
Förökas med frön eller delning av bestånden. Delningen bör ske på försommaren när bladen börjar vissna.

## Sorter
Ett flertal sorter eller kultivarer har selekterats fram. Dessa har vanligen starkare färger än vad som är vanligt i naturen.
- 'Alba' - blommorna är vita. Detta är troligen ett samlingsnamn för flera vita kloner.
- 'Alberto Castillo' är en robust vitblommande sort med spetiga kalkblad
- 'Charlotte Bishop' har stora rent rosa blommor.
- 'Froyle Mill' - har mörkt purpurblå blommor med mörkare mittstrimmor.
- 'Rolf Fiedler' - har klart blå blommor.
- 'Wisley Blue' - har klart lilablå blommor.

## Bildgalleri

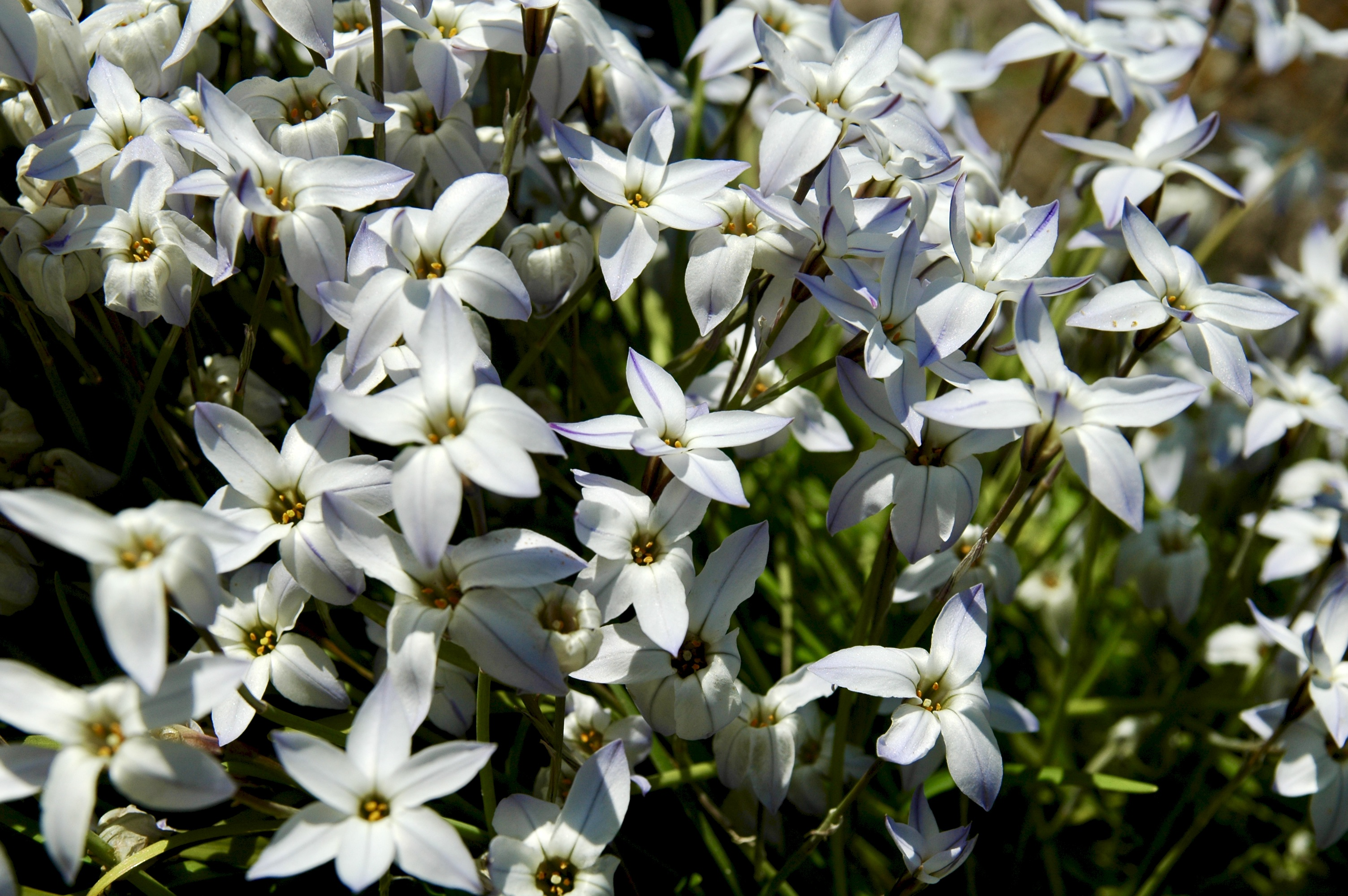
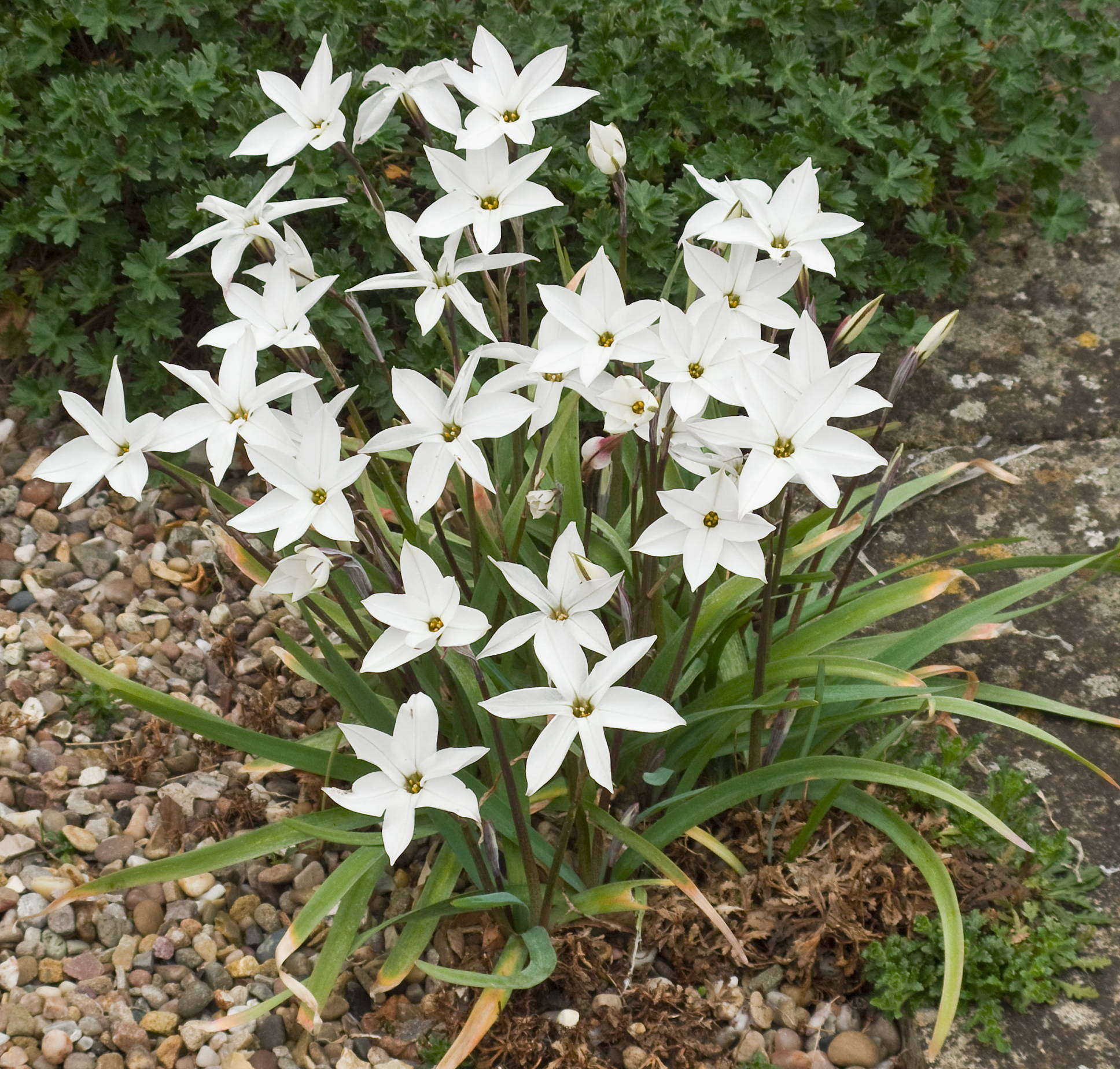
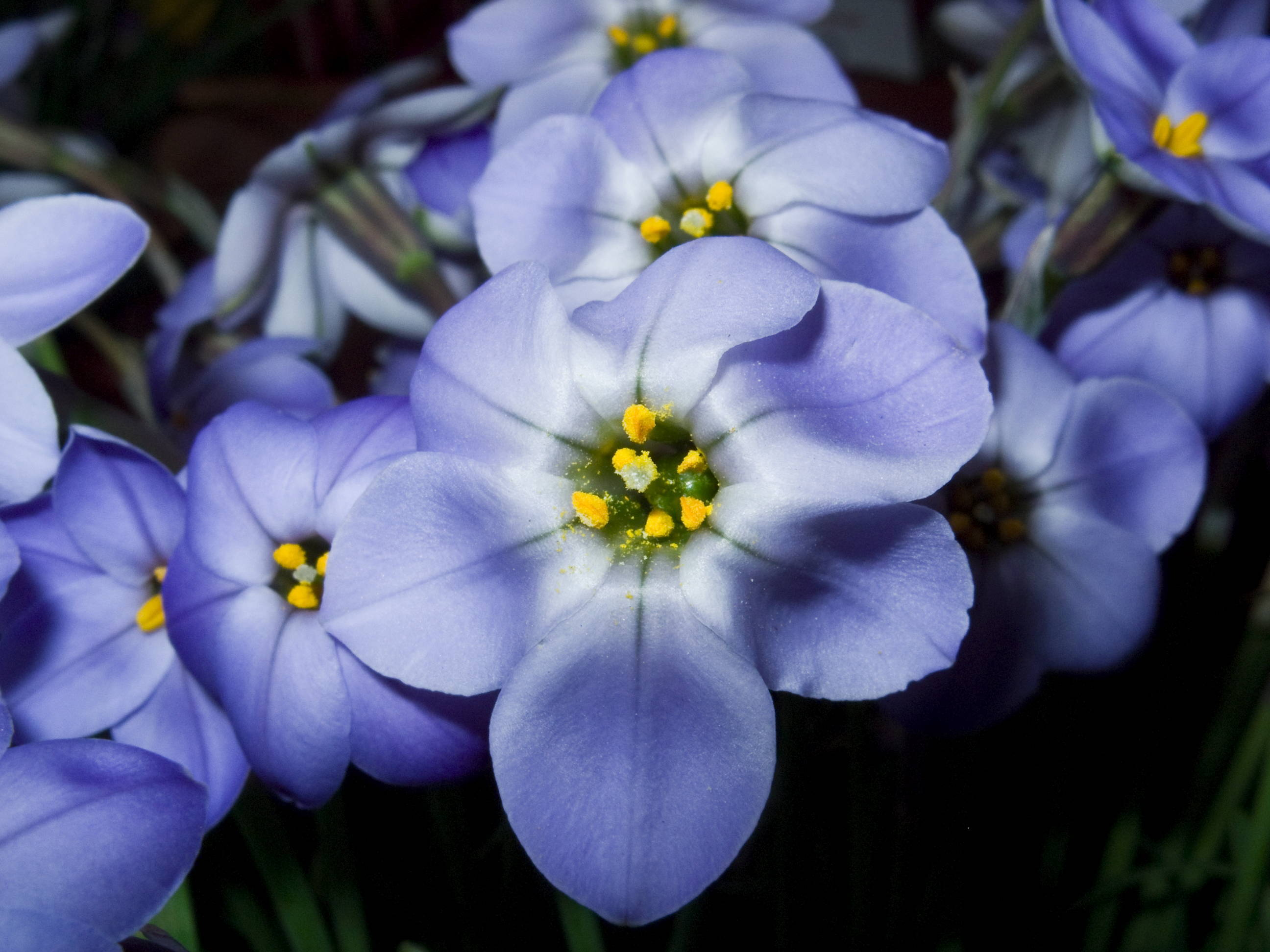
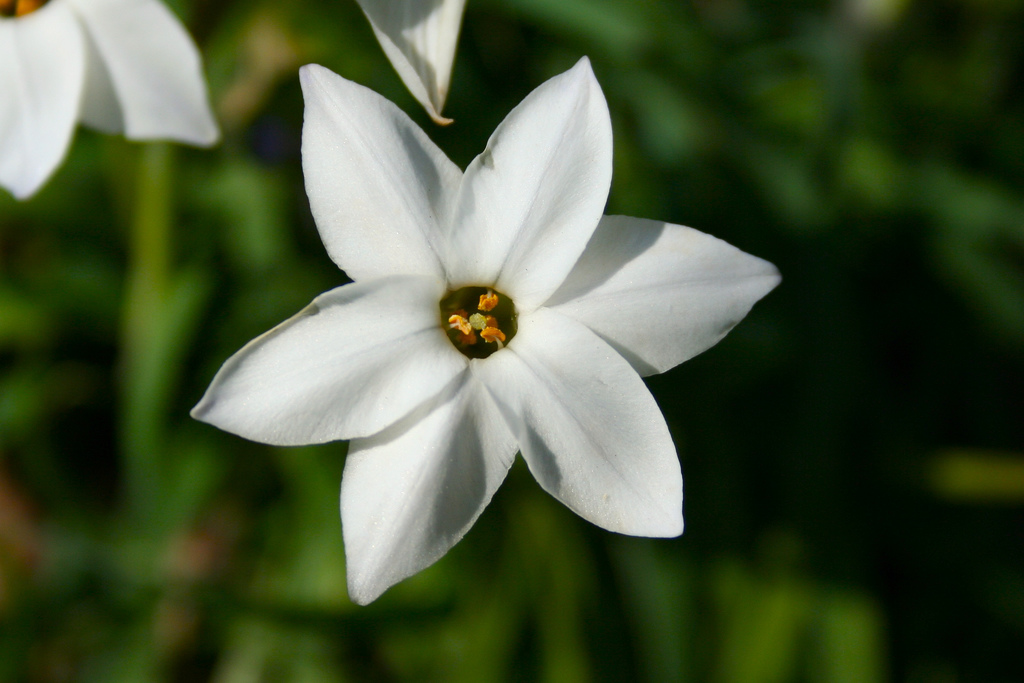

## Synonymer
Arten har varit svår att placera systematiskt vilket har lett till många föreslagna namn och därmed många synonymer. 
- Beauverdia uniflora (Lindl.) Herter
- Beauverdia uniflora f. alba Herter
- Beauverdia uniflora f. roseo-plena Herter
- Beauverdia uniflora f. tenuitepala Herter
- Brodiaea uniflora (Lindl.) Engl.
- Brodiaea uniflora var. alba Weathers
- Brodiaea uniflora var. conspicua (Baker) Baker
- Brodiaea uniflora var. tweediana (Griseb.) Baker
- Brodiaea uniflora var. violacea (Voss) Weathers
- Hookera uniflora (Lindl.) Kuntze
- Hookera uniflora Kuntze f. violacea Voss
- Ipheion uniflorum (Lindl.) Raf.
- Ipheion uniflorum f. album (Weathers) Stearn
- Ipheion uniflorum f. conspicuum (Baker) Stearn
- Ipheion uniflorum f. roseo-plenum (Herter) Stearn
- Ipheion uniflorum f. tenuitepalum (Herter) Stearn
- Ipheion uniflorum f. violaceum (Voss) Stearn
- Leucocoryne uniflora (Lindl.) Greene
- Milla tweediana Griseb.
- Milla uniflora (Lindley) Graham
- Milla uniflora var. conspicua (Baker) Baker
- Nothoscordum uniflorum (Lindley) Baker
- Triteleia conspicua Baker
- Triteleia uniflora Lindl.
- Triteleia uniflora f. violacea (Voss) Leichtlin